# Húti hatalomátvétel Jemenben
Ez a szócikk az arab neveket a Magyar Helyesírás Szabályai 221. pontja által a tudományos ismeretterjesztés számára megengedett nemzetközi átírást használja. Amennyiben létezik közismert magyar név, akkor a szócikkben az szerepel.
A húti hatalomátvétel Jemenben, más néven a szeptember 21-i forradalom, az Abd el-Malik el-Húti vezette zajdita hútik (síita szeparatista felkelők) hatalomátvétele volt, amikor Jemen akkori kormányát elűzték a hatalomból. Az események kezdetén a hútik 2014. szeptember 21-én lerohanták az ország fővárosát, Szanaát, és lemondatták a miniszterelnököt Muhammad Bászindavát. Később, 2015. január 22-én, miután a hútik megtámadták az elnöki palotát és több fontos katonai támaszpontot, Abd Rabbuh Manszúr al-Hádi elnök is lemondott. Végül 2015. február 6-án a hútik feloszlatták a parlamentet, és megalapították a milicistákból álló kormányzó bizottságot. Nemzetközileg senki sem ismerte el az általuk vezetett átmeneti kormányt, és széles körben tiltakoztak a belföldi ellenzék képviselői is.
A zavargások 2014. augusztus 18-án kezdődtek, amikor a kormány eltörölte az üzemanyagok ártámogatását. Erre válaszul a hútik tömegdemonstrációkat kezdtek szervezni. Szeptember 21-én a hútik elfoglalták Szanaát, de az ország reguláris hadereje hivatalosan nem avatkozott közbe. A hútikkal a harcot sikertelenül felvevő csapatok Ali Mohszen al-Ahmar vezérezredeshez és a konzervatív szunnita al-Iszlah párthoz kötődtek. Miután Szanaában elfoglalták a kulcsfontosságú kormányzati épületeket, a hútik az ENSZ közreműködésével szeptember 21-én aláírtak egy megállapodást, mely szerint „egységkormányt” alakítanak az országban.
2015. januárban újabb fordulatot vett a felkelés, mivel a húti harcosok megszállták az elnöki palotát (Hádi elnök székhelyét), hogy így nagyobb befolyásuk legyen a kormányra, és egy alkotmánytervezet előkészítésébe fogtak. Január 22-én Hádi és a kormány is lemondott, semmint hogy eleget tegyenek a hútik követeléseinek. Három héttel később bejelentették a parlament feloszlatását és ideiglenesen a Forradalmi Bizottság vette át a kormányzást. A hatalommegosztási megállapodás értelmében a Képviselőház azonban továbbra is a helyén maradt.

## Előzmények
2014. július 30-án a jemeni kormány az ártámogatások átalakításának részeként bejelentette, hogy növekedni fognak az üzemanyagok árai. Ettől azt várta, hogy felszabadulnak a külföldi, befagyasztott támogatások, és így a kormányzatnak nagyobb mozgástere lehet az ország költségvetésben. Erre a lépésre egyébként a Nemzetközi Valutaalap nyomására került sor, mivel a további pénzügyi támogatások folyósításának ezt szabta feltételéül. A kormány a normál benzin árát az addigi 125 jemeni riálról 200 riálra, a tömegközlekedés és a teherkocsik által használt dízel árát pedig 100-ról 195 riálra emelte.
A régióban Jemenben volt az egyik legmagasabb az energiahordozók ártámogatása. Az alacsony egy főre eső jövedelem és az egyre nagyobb költségvetési hiány miatt az ország nem engedhette meg magának ezt a nagymértékű energiaár-támogatást főleg úgy, hogy ennek a legnagyobb nyertesei a jómódúak voltak, és nem a szegények. Az üzemanyagár-támogatás legnagyobb nyertesei Száleh befolyásos politikai szövetségesei voltak, például Ali Mohsen al-Ahmar. Ők az olcsón megvett gázolajat külföldön magas haszonnal továbbértékesítették. 2013-ban a jemeni állami hírügynökség által közzétett, a pénzügyminisztériumban készített jelentés szerint az üzemanyag ártámogatására a jemeni költségvetésből 3 milliárd dollár ment el, ami az állami kiadások 20%-át tette ki.
Az üzemanyag mellett további szociális támogatásokat is adtak, például alacsonyan tartották még az ivóvíz, a tömegközlekedés és az élelmiszerek árát, mivel ezzel is támogatni akarták a helyi ipar felemelkedését. A pénzügyi források szűkössége miatt a jemeni kormány több mint egy évig tárgyalt a Nemzetközi Valutaalappal azért, hogy hitelből esetleg biztosíthassák az ország számára egyre sürgetőbb finanszírozást. A hitel előfeltétele volt az ártámogatások megszüntetése, de az IMF ezt fokozatosan, a közvélemény folyamatos tájékoztatása mellett ajánlotta megvalósítani. Ennek ellenére nem így vezették be. Az IMF és más külföldi támogatók ezen kívül hangsúlyozták a szociális biztonság megerősítést és azt ajánlották, az ártámogatás megszüntetése által leginkább hátrányosan érintettek számára akár készpénzben nyújtsanak kompenzációt. Az Amerikai Egyesült Államok és az ország több más támogatója ezen kívül 2014 nyarán fokozta a Szociális Jóléti Alaphoz történő hozzájárulását, mert számoltak az ártámogatás eltörésével. A jemeni kormány azonban nem vette figyelembe a javaslatokat.
A 2011. novemberben az Öböl Menti Együttműködési Tanács közreműködésével átmeneti kormány alakult, mely Száleh elnöknek a jogszolgáltatás alóli mentességet biztosított. A kormány tagjai egyenlő arányban kerültek ki Száleh Általános Népi Kongresszusi Pártjából és az al-Oslahból, Jemen legnagyobb iszlamista pártjából, a 2011-es forradalom előtti rezsim legnagyobb politikai szereplőjéből. A politikai rendszer átalakítása és más véleményeknek hangot adó erők felszínre engedése, a korrupció visszaszorítása és a felelős kormányzati rendszer kialakítása helyett az egyéni érdekek játszották a legnagyobb szerepet a Bászindváh vezette kormány tevékenységében. Így alakították ki a Szanaában élő elit és törzsi szövetségeseik uralmát. A jemeni kormánynak semmiféle összehangolt gazdasági terve nem volt, a kulcspozícióban lévő miniszterek tevékenységének nem volt igazi ellenzéki fékje, így nem volt ami komolyabb teljesítményre ösztönözze őket azért, hogy tényleg az ország egységének megvalósításáért dolgozzanak.
Az üzemanyagár-támogatás megszüntetése elleni tiltakozásnak köszönhetően a hútik akkora népszerűségre tettek szert, hogy be tudtak vonulni Szanaába, és át tudták venni a hatalmat, valamint ki tudták használni a lakosság különböző érdekcsoportjai közötti ellentéteket és az al-Islah vezette kormányzat tevékenység által kiváltott ellenszenvet.

## Események

### 2014: Szanaa eleste

#### A hútik elfoglalják a várost
Szeptember 18-án a húti katonák Szanaában összecsaptak az al-Islah fegyvereseivel, szeptember 21-re pedig a város belsejébe hatoltak, és elfoglalták a kormány központi épületeit is. Ezután lemondott Bászindváh miniszterelnök, aki a hadsereg és a kormány egyes részeit azzal vádolta, hogy támogatták a forradalmat, és ugyanakkor Hádit is elítélte. A hútik és több más jemeni párt aláírta a Béke és Partnerség Megállapodást, mely alapján új egységkormányt tudtak alakítani.
A hatalomátvétel során szeptember 22-ig legalább 340 embert öltek meg Szanaában. A harcok azonban még a hatalommegosztási szerződés aláírása után is folytatódtak.

#### Nyomás alatt a kormány
Október 7-én Ahmad Awad bin Mubarakot, Abd Rabbuh Manszúr al-Hádi elnök kabinetfőnökét jelölték Bászindava utódjának, de a hútik nyomására nem fogadta el a felkérést. A harcokban további 223 ember vesztette életét.
Október 9-én egy nagyobb csoportosulásban öngyilkos merénylő robbantott bombát Szanaában a központi Tahrir téren. A robbanásban 47 ember meghalt, 75 pedig megsebesült. Legtöbbjük a hútik támogatói közül került ki. Kormányzati vélemények szerint az al-Káida arab-félszigeti szárnya állhatott a robbantás mögött, mely szervezet sem a jemeni kormánnyal, sem a hútikkal nem ápol jó viszonyt.
Október 13-án a hútik beleegyezésével Hádi Háled Báháht nevezte ki a Muhammad Bászindava előző havi lemondása miatt megüresedett miniszterelnöki posztra.
November 7-én az ENSZ BT szankciókat léptetett életbe Száleh és két húti parancsnok, Abdullah Yahya al Hakim és Abd al-Khaliq al-Huthi ellen, azzal az indokkal, hogy akadályozzák a jemeni politikai folyamatok működését. Az Általános Népi Kongresszus, Száleh politikai pártja erre válaszul Hádi elnököt megfosztotta minden, a pártban viselt tisztségétől, és azzal vádolták, hogy a szankciók megszegésére buzdított.
A Béke és Partnerség Egyezmény által létrehozott kormány november 9-én tette le az esküt. A hútik és az Általános Népi Kongresszus azonban nem vett részt az új vezetésben.
A hútik decemberben is bekeményítettek, mikor megakadályozták, hogy a hadsereg Hádi által frissen kinevezett vezetője, Hussein Khairan tábornok bejuthasson az irodájába. Őt korrupcióval vádolták meg. A jelentések szerint ezen felül Szanaában elrabolták Shadi Khasrouf aktivistát és ezután több helyen is tiltakozó demonstrációk voltak azért, hogy engedjék őt szabadon. Báháh figyelmeztetett, hogy amennyiben a hútik befolyásolni akarják az állami intézményeket, akkor ő és kormánya le fog mondani, beleértve olyan lépéseket, hogy lemondatták az állami olajtársaság vezetőit, Hudajda város kikötőjének igazgatója nem foglalhatta el az állását, és négy kormányzóság vezetőjét is menesztették.

### 2015: Hádi lemondása

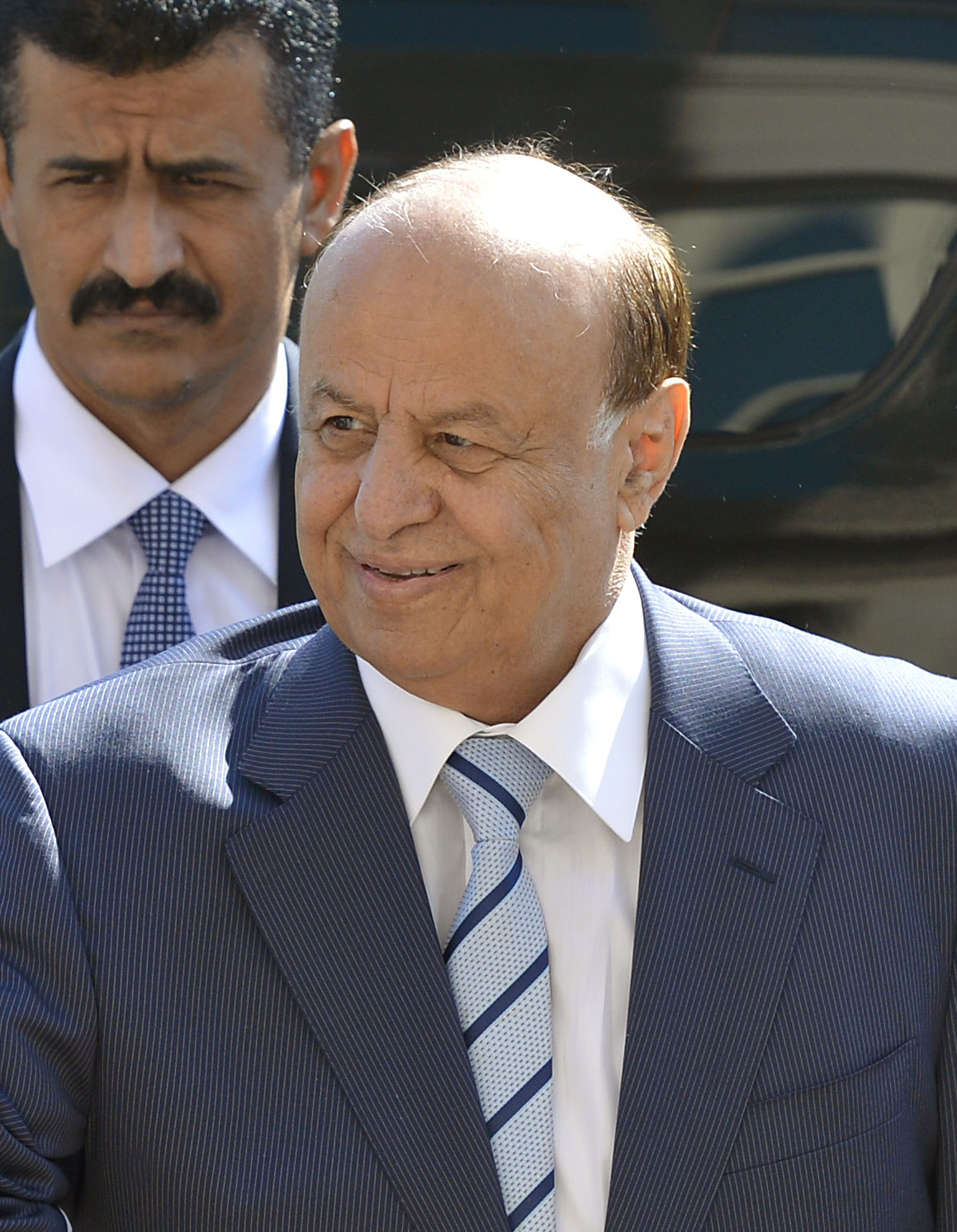
A 2015. január 22-én lemondott Abdel Rabbo Manszúr Hádi

#### A kormányt elmozdítják a hatalomból
2015. január 18-án a hútik elrabolták Ahmad Awad Bin Mubarakot, az elnök kabinetfőnökét, mert nézeteltérések voltak az ország új alkotmányának tervezetét illetően. A csoport elutasította az aznap nyilvánosságra hozott alkotmánytervezetet, ami azt javasolta, hogy Jement osszák fel hat szövetségi régióra, állítsanak fel korlátot az elnöki tiszt betöltésével kapcsolatban, alakítsanak kétkamarás országgyűlést, és tiltsák be a vallási vagy etnikai alapon szerveződő pártokat. A hútik ehelyett két szövetségi régiót akartak létrehozni, egyet északon, egyet pedig délen.
Január 19-én a húti katonák körbevették az elnök szanaai palotáját. Már korábban heves tűzpárbaj bontakozott ki a felkelők és az Elnöki Gárda között, melyben a fegyverszünet megkötéséig legalább nyolcan meghaltak. Hussain Albukhaiti húti aktivista azt mondta, kiprovokálták a csoporttól hogy hétfőn támadjon, mert korábban két állásukat is megtámadták. A hútik megtámadták a Jemen TV és a Saba Hírügynökség központi épületeit is. Azzal vádolták Hádit, hogy megszegte az alkotmánytervezettel kapcsolatban tett ígéreteit, és hogy támogatja az al-Káidát. A kormányoldal a hútik tetteit úgy értékelte, hogy azok "egy puccs irányába tett lépések".
Június 20-án a hútikhoz hű erők megtámadták az elnök rezidenciáját, és behatoltak az elnöki palotába. A támadás során Abdel Rabbo Manszúr Hádi elnök bent tartózkodott. Nadia al-Sakkaf információs miniszter szerint az elnök nem sérült meg annak ellenére, hogy fél órán át erős tűz alatt tartották őket. A gárdisták viszonozták a tűzet, majd körbevették a palotát és Hádit könnyen ki tudták menekíteni. Az összetűzésben két gárdista meghalt. A felkelők gyalog és légvédelmi rakétákkal felfegyverzett teherautókkal lepték el Szanaa utcáit, városszerte és az elnöki rezidencia környékén is ellenőrző pontokat állítottak fel, és más kulcsfontosságú épületek, így a hírszerzés központjának a környékén is megerősítették a jelenlétüket. Az ENSZ BT a kialakult helyzet miatt rendkívüli ülést hívott össze. Pan Gimun, az ENSZ főtitkára aggodalmainak adott hangot a romló jemeni helyzet miatt és minden felet a békekötés előmozdítására szólított fel. Abdul-Malik al-Houthi, a húti mozgalom vezetője hosszú beszédet tartott a jemeni televízióban, melyben felszólította Hádit, hogy gyorsabban vezesse be a hútik által követelt politikai változásokat. Ugyanakkor megfenyegette Maribot, egy csökönyösen ellenálló közép-jemeni várost, hogy hamarosan felfegyverkezve fogják megtámadni. Másnap a húti erők elfoglalták Hádi rezidenciáját, de egy húti tisztviselő szerint Hádi akkor jön és megy, amikor csak akar. Jemeni katonai források szerint a hútik Hádi otthona környékén légi támadást indítottak, a szanaai lőszerraktárat pedig harc nélkül elfoglalták.
A dél-jemeni kikötőváros, Áden tisztviselői a húti hatalomátvételre – az elnöki palota és rezidencia megszállására – válaszul lezárták a város repülőterét, kikötőit és közúti kapcsolatait. A város biztonsági tanácsa a hútik lépését „az elnök személye és a politikai rendszer elleni puccsnak” minősítették.
Január 21-én a hútik és a kormány erői tűzszünetet kötöttek. Előtte az elnöki palota környéki harcokban kilencen meghaltak, 67 ember pedig megsebesült, Közben állítólag találat érte a Hádival és a hútikkal a palotában tárgyalásokat folytató Báhábot, mikor elhagyta a palota épületét. Ezután el kellett rejtőznie. A tűzszünetbe a felkelők több kérését is belefoglalták, többek között kibővítették a hútiknak biztosított képviselői helyek számát a parlamentben és más állami intézményekben. Ezért cserébe a felkelők megígérték, hogy visszavonulnak és szabadon engedik az elnök kabinetfőnökét. A tűzszünet azonban rövid életűnek bizonyult.
Január 22-én Hádi és Báháb felajánlották, hogy tárgyaljanak a lemondásaikról, mert a hútik 2014. szeptemberi szanaai bevonulása óta Jemenben gyökeresen megváltoztak a viszonyok. Báháb bejelentette lemondását azért, hogy „elkerülje azt a törvénytelenségeken alapuló politikát, ami szakadékba ránthat”. Mindeközben a vezető húti tisztviselők Hádi lemondását üdvözölték. A húti vezetés egy olyan nyilatkozatot adott, ki, mely szerint a lemondást a parlamentnek is jóvá kell hagynia ahhoz, hogy hatályos legyen.

A hútik jelvénye, melyen (arabul a következő szöveg olvasható: "Isten hatalmas, Halál Amerikára, Halál Izraelre, Átkozott Zsidók, Az Iszlám Győzedelmes".
Ali al Bukhayti, a hútik volt szóvivője így értelmezte a mondatokat: "Mi igazából senkinek sem kívánjuk a halálát. A szlogen csak ezeknek a kormányoknak a beavatkozása ellen szól."

#### Hatalmi vákuum
A lemondások hírére Áden és más dél-jemeni városok tisztviselői kijelentették, nem fognak semmiféle utasítást elfogadni Szanaától, többen pedig kijelentették, szeretnének egy független déli államot.
Ádenben, Hudajdában, Ibb-ben, Taizzban és több más jemeni városban is tüntettek január 23-án a húti hatalomátvétel ellen. Ádenben a tüntetők a nemzetközi repülőtér fölé a dél-jemeni zászlót is kitűzték. A hútik egyik jelentős személyisége kilépett, a Facebookon tett bejegyzése szerint azért mert most, hogy Jemenben a hútik lettek „a hivatalos hatalom”, most már inkább közvetítőként dolgozna. Szanaában viszont több tízezren tüntettek a hútik mellett a reptér egyik kifutóján. Ők zöld zászlókat emeltek a magasba, ezen kívül olyan plakátokat emeltek fel, melyeken a szlogenjük olvasható: "Halál Amerikára, Halál Izraelre, Átkozottak a Zsidók, Az Iszlám Győzedelmeskedik.”
Január 25-én a Reuters arról számolt be, hogy a Déli Mozgalom több vezetője dél elszakadásáról beszélt, de senki sem pontosította mekkora területre gondoltak. Ugyanakkor visszavonták azt a rendkívüli ülést, melyen Hádi lemondásáról kellett volna dönteni. A húti milicisták a Szanaai Egyetem közelében feloszlattak egy tüntetést, és több ott megjelent újságírót megvertek, illetve őrizetbe vettek.
Bin Mubarakot a hútik január 27-én állítólag szabadon engedték. A csoport képviselői szerint átadták őt a Sabva kormányzóságban élő helyi törzseknek. Ugyanezen a napon a hútik vezetője, Abdul Malik Al Houthi egy televíziós beszédében január 30-ra Szanaába találkozót hívott össze, ahol a politikai erők és a törzsi vezetők véget vethetnének a kialakult bizonytalan helyzetnek. A legtöbb résztvevő bojkottálta a találkozót, ahhoz csak Száleh Általános Népi Kongresszusa csatlakozott. Al Houthi a jelentések szerint egy hattagú "átmeneti elnöki tanács" felállítására tett javaslatot, ahol egyenlő arányban képviseltetné magát az ország északi és déli része. Az Al Jazeera szerint a Déli Mozgalom nem hajlandó részt venni a megbeszéléseken, Ádenben pedig több százan tüntettek a javaslat ellen. Maga a Déli Mozgalom is megerősítette, hogy kiszáll az ENSZ által támogatott hatalommegosztási tárgyalásokról, ugyanis ez szerintük "haszontalan".
Január vége felé több amerikai hírforrás arról számolt be, hogy az Amerikai Egyesült Államok kormánya megpróbált tárgyalni a hútikkal, annak ellenére, hogy amerika-ellenes álláspontot képviselnek.
Február 1-jén, a hútik által Szanaába összehívott „nemzeti konferencia” utolsó napján a csoport ultimátumot adott Jemen politikai szervezeteinek, mely szerint ha „nem sikerül megoldást találni a fennálló politikai válságra”, akkor a húti „forradalmi vezetőség” átveszi az ország felett az  irányítást. A jelentések szerint a hútik tíz harci repülőgépet szereztek meg, és lőszerekkel is felszerelkeztek, melyeket Szadaában tároltak.

#### A húti alkotmány kihirdetése
A hútik és a többi jemeni politikai résztvevő között lezajlott majd egyhetes megbeszélést követően a Szanaai Köztársasági Palotából egy húti szóvivő bejelentette, hogy február 6-tól átveszik az ország irányítását. A nyilatkozatban egyúttal feloszlatták a Jemeni Képviselőházat, és bejelentették egy „elnöki tanács” megalakulását, mely a következő két évben vezeti Jement, míg a „forradalmi bizottságok” azért lennének felelősek, hogy egy új 551 fős parlament alakuljon meg. Mahmoud al-Subaihi honvédelmi miniszter lett a Legfelsőbb Biztonsági Bizottság vezetője míg az ország megbízott elnöke Mohammad Ali al-Húthi a Forradalmi Bizottság vezetője lett. Az ENSZ nem ismerte el hivatalosan a hatalomátvételről szóló nyilatkozatot. Az ellenzéki Egységes Tárgyaló Pártok egyik tagja, Mohammed al-Sabri azt mondta, a húti puccs Jemen nemzetközi elszigetelődéséhez fog vezetni. Az Öböl Menti Együttműködési Tanács szintén visszautasította a puccsot, az Amerikai Egyesült Államok pedig figyelmen kívül hagyta a bejelentést. Február 7-re Ádenben, Tazzizban, több más nagy városban és a fővárosban is tüntetéseket szerveztek.
A The New York Timesnak Szanaában adott egyik interjúban a Saleh Ali al-Sammad húti vezető visszautasította, hogy a fegyveres hatalomátvételt puccsnak értékelték. Azt mondta, a hútik készek voltak együttműködni Jemen másik két jelentős politikai csoportjával és más országokkal így az Egyesült államokkal is igyekeznek a megfelelő kapcsolatokat kiépíteni.

## Az állítólagos külföldi befolyás

### Irán
A hútik Jemen népes síita kisebbségéből kerültek ki, és a többségi szunnita ellenzék régóta azzal vádolja őket, hogy szoros kapcsolatokat tartanak fenn Iránnal, a Közel-Kelet legnagyobb síita vezetésű országával, Szaúd-Arábia legnagyobb térségbeli riválisával. Jemen legnagyobb szomszédja és szövetségese pedig éppen Szaúd-Arábia volt. A hútik Szanaai hatalomra kerülését több elemző úgy értékelte, hogy ez egy meglepetésszerű löketet adhat Irán régióbeli befolyásának. Az egyik ellenzéki vezető az Al Arabiyának a parlament feloszlatásának és az irányító bizottságok megalakulásának bejelentése után a hatalomátvételt az iráni forradalomhoz hasonlította. Szerinte ez „az iráni projekt kiterjesztése”.
A Reuters egy meg nem nevezett „vezető iráni tisztviselő” 2014. december mondatait idézve azt írta az iráni Jeruzsálemi Gárdának „néhány száz fős” egysége Jemenben van, és ott képzik ki a húti harcosokat.
Josh Earnest, a Fehér Ház szóvivője 2015. januárban úgy nyilatkozott bizonytalan, hogy „Irán kiterjeszti a parancsnokságát” a hútikra, de az USA kormánya nevében aggodalmának adott hangot a köztük egyre szorosabbra fonódó kapcsolatok miatt. A következő hónapban John Kerry külügyminiszter azt mondta, Irán közrejátszott a húti hatalomátvételben és a jemeni kormány megbuktatásában.

### Ali Abdullah Száleh

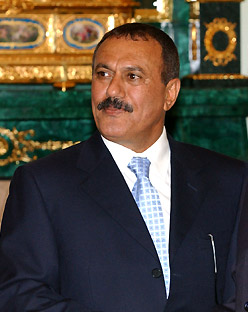
Ali Abdullah Száleh, Jemen hosszú ideig hivatalban lévő elnöke, akit a 2011–2012-es jemeni forradalom mozdított el a posztjáról

Jemen egykori elnöke, Ali Abdullah Száleh lemondása után is sok téren fontos szerepet játszott a jemeni politikában, még a lemondása után is. A médiában több tudósítás is szólt arról, hogy kapcsolat lehet Száleh és a hútik hatalomra jutása között, az Al Jazeera pedig arról is beszámolt, hogy olyan telefonbeszélgetés hanganyaga jutott a birtokába, melyen 2014. októberben, Szanaa eleste után Száleh és a húti vezetők taktikai megbeszélést tartottak. A Middle East Eye nevű, londoni központú hírportál egy az elnökhöz közel álló névtelen forrásra hivatkozva azt írta, Száleh és fia, Jemennek az Egyesült Arab Emírségekbe delegált nagykövete nem kevesebb, mint 1 milliárd dollár kapott az emirátusoktól, hogy azt a hútik között osszák szét. Ezzel is a Hádi elleni harcokat akarták támogatni. Az ENSZ egy 2015. februári jelentése arra a végkövetkeztetésre jutott, hogy Száleh „közvetlen támogatást nyújtott a hútiknak a hatalomátvételük idején. Támogatóinak megparancsolta, hogy ne akadályozzák a fegyvereseket, és fiát a hadsereg volt vezetőjét, Ahmed Alit arra utasította, támogassa a hatalomátvételt haderővel is.
Száleh pártja, az Általános Népi Kongresszus a hútikkal közösen ellenezte az egységkormány megalakulását. A tárgyalásokról való távolmaradás komoly szankciókat vont maga után Szálehre és a húti vezetőkre nézve. Ezeket az USA és az ENSZ november elején vezette be.
A GPC alapvetően kifogásolta a hútik 2015. február 6-i alkotmányos deklarációját. Tíz nappal később azonban a párt bejelentette, hogy visszavonta a kifogásait.

## Következmények
A hútik térnyerésére válaszul egyre több nyugati és ázsiai ország zárta be szanaai kirendeltségeit. Az ENSZ BT egy határozatában sajnálatát fejezte ki a csoport hatalomra jutása miatt, a főtitkár, valamint az Öböl Menti Együttműködési Tanács felszólította az országot, hogy Hádit azonnal helyezzék vissza az elnöki beosztásba.
Jamal Benomar, az ENSZ követe az alkotmányos dekrétum után közvetítőként segítette a tárgyalásokat a hútik és a többi nagyobb jemeni párt között. Február 20-án egy bizonytalan megállapodást jelentett be, melyben szerepel a Képviselők Házának visszaállítása és egy olyan, „hagyományos népi bizottság” megalakulása, mely a déliek, a nők, a gyermekek és más kisebbségek érdekeit érvényesítené. Másnap azonban Hádinak el kellett hagynia a rezidenciáját, és a déli parton fekvő Ádenbe kellett menekülnie. Itt kijelentette, hogy a jemeni alkotmány értelmében még mindig ő az ország elnöke, egyúttal elítélte a puccsot.